# Château de Roulans
Le château de Roulans est un château, inscrit aux monuments historiques, situé sur la commune de Roulans dans le département français du Doubs, en Franche-Comté.

## Localisation
Le château est situé sur un éperon barré, en bordure du hameau du Petit-Roulans sur la commune de Roulans.

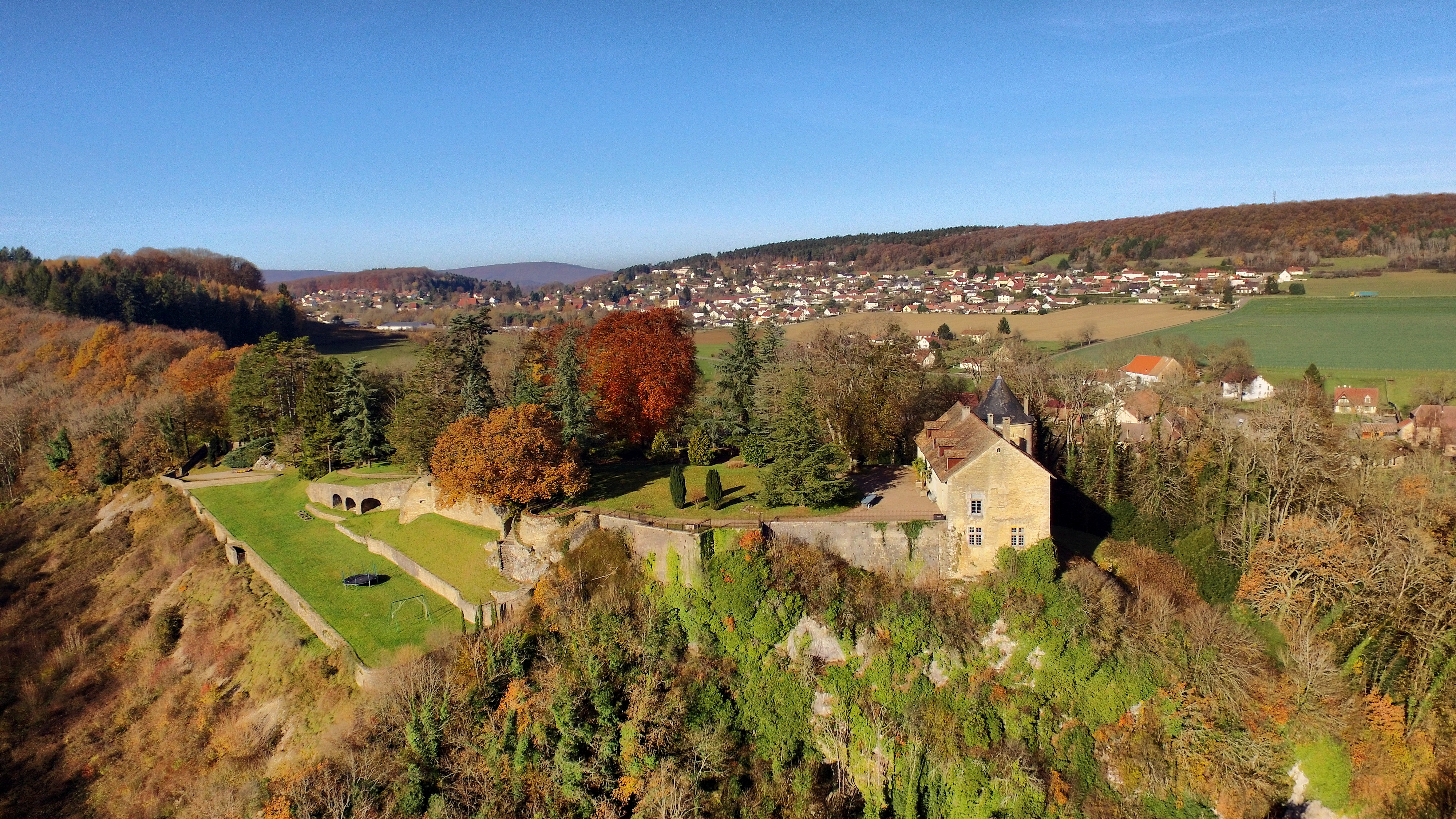
Le château devant le village.

## Histoire
Le château est construit au XIIe siècle. Il passe aux mains de la famille de Vienne au XIVe siècle et l'amiral Jean de Vienne y passe sa jeunesse.
À la révolution, le château est presque entièrement détruit et est reconstruit au XIXe siècle.
Le 28 décembre 1995, le château, ses ruines médiévales, le jardin paysager, les terrasses, le sous-sol et les vestiges archéologiques sont inscrits au titre des monuments historiques.
Le château et ses abords fait partie des sites inscrits du Doubs

## Architecture
Le château est restauré au XIXe siècle dans un style médiévisant,. À cette date, un jardin est aménagé.